# A Bigger Bang
A Bigger Bang er et album fra The Rolling Stones, som blev udgivet i 2005. Det var efterfølgeren til studiealbummet Bridges to Babylon, fra 1997, og ligesom det og forgængeren Voodoo Lounge var albummet produceret af The Glimmer Twins og Don Was.

## Historie
A Bigger Bang blev hovedsagelig indspillet i Mick Jaggers hus i Frankrig, ligesom skabelsen af Exile On Main St. forgik i Keith Richards hus også i Frankrig (Note: Faktisk var det kun enkelte sange der blev optaget der). Jagger og Richards arbejdede også med albummet i 2004, sammen med Don Was, i Jaggers hus på Caribien. 
Charlie Watts sluttede sig senere til indspilningerne, og var efter sigende i bedring efter at have været i behandling for strubekræft. Darryl Jones spillede bass, og på fire numre spiller Chuck Leavell på klaver. 
Mange af sangene blev indspillet kun af de officielle medlemmer af bandet: Richards, Jagger og Watts mens Ron Wood var fraværende til nogle af indspilningerne. Derudover var der meget få gæsteoptrædende fra andre kunstner på dette album. 
Den første single ”Streets of Love/ Rough Justice fik en 15. plads i England på Single Chart listen. Mange hævdede at dette var deres bedste album siden Tattoo You i 1981, og det viste sig også da albummet A Bigger Bang blev nummer 2. i England, og i USA blev det nummer 3. Albummet solgte til platin, og var ligeså populær som dens forgænger Bridges to Babylon. 
Det indeholder desuden også et af de mest kontroversielle numre som The Rolling Stones] har lavet. I ” Sweet Neo-Con” tager Mick Jagger et oprør med nykonservatisme, og mange tolkede dette som en kritik af den amerikanske præsident George W. Bush. Selv om det ikke var første gang The Stones lavede et politisk nummer, har det dog sjældent være så politisk som dette. Keith Richards var da også kritisk overfor den, og det var af den grund nær blevet droppet fra albummet .
I august 2005 skød The Rolling Stones deres A Bigger Bang Tour i gang. Det var en af de største toure, og den strakte sig ind i 2007. Ikke kun fordi der var udsolgt, men fordi Keith Richards faldt ned af et træ i Fiji, og de måtte aflyse nogle koncerter
.

## Spor
- Alle sangene er skrevet af Mick Jagger and Keith Richards udtaget hvor andet er påført.

1. "Rough Justice" – 3:13
2. "Let Me Down Slow" – 4:15
3. "It Won't Take Long" – 3:54
4. "Rain Fall Down" – 4:54
5. "Streets of Love" – 5:10
6. "Back of My Hand" – 3:33
7. "She Saw Me Coming" – 3:12
8. "Biggest Mistake" – 4:06
9. "This Place Is Empty" – 3:17
10. "Oh No, Not You Again" – 3:47
11. "Dangerous Beauty" – 3:48
12. "Laugh, I Nearly Died" – 4:54
13. "Sweet Neo Con" – 4:34
14. "Look What the Cat Dragged In" – 3:58
15. "Driving Too Fast" – 3:57
16. "Infamy" – 3:48

### DVD bonus
1. "Streets of Love" (Video)"
2. "Streets of Love" (TV optræden)"
3. "Rough Justice" (TV optræden)"
4. "Electronic Press Kit"
5. "Under the Radar + Billede galleri"
6. "Don't Wanna Go Home + Billede galleri"
7. "Rain Fall Down (Ashley Beedle's Heavy Disco version med fornyet vokal)"

## Musikere
- Mick Jagger – Sang, Guitar, Bass, Mundharmonika, Keyboard, Perkussion
- Keith Richards – Guitars, Bass, Klaver, Sang
- Ron Wood – Guitar
- Charlie Watts – Trommer

### Andre
- Darryl Jones – Bass
- Chuck Leavell – Keyboard
- Matt Clifford – Keyboard, Strenge arrangement
- Don Was – Klaver
- Lenny Castro – Perkussion
- Blondie Chaplin – Kor

### Fodnote
1. ↑  Rolling Stones “Sweet Neocon” Criticizes Bush Policies (Webside ikke længere tilgængelig)
2. ↑  Kultur, dansk kultur, kulturelle begivenheder | www.b.dk (Webside ikke længere tilgængelig)